# La Nonne de Monza
Pour les articles homonymes, voir La monaca di Monza.
Pour plus de détails, voir Fiche technique et Distribution.
La Nonne de Monza (La monaca di Monza), est un film dramatique et historique franco-italien réalisé par Carmine Gallone et sorti en 1962.
Inspiré par la vie de la Religieuse de Monza, alias Marianna de Leyva (1575-1650), le film est un drame teinté de satire.

## Synopsis
Au monastère de Monza en 1591, la jeune Virginia est forcée par son père et sa tante d'entrer dans les ordres. Pendant un certain temps, elle remplit dignement ses devoirs de religieuse et sa bonne conduite la fait bien voir des autorités.
Un jour, cependant, elle surprend une novice en train d'embrasser un jeune homme, Gian Paolo Osio, le propriétaire du terrain qui borde le monastère. Virginia punit la novice, mais dans les jours qui suivent, elle commence à penser à l'homme qui, tombé amoureux d'elle, parvient à lui envoyer des messages pour essayer de lui parler ; la religieuse refuse tout contact jusqu'à ce que, un soir, elle le rencontre dans le jardin du monastère et que naisse une histoire d'amour tourmentée, Virginia ne pouvant oublier qu'elle est liée à Dieu et à l'Église. Cet amour débouche sur deux meurtres qui éveillent de nombreux soupçons à l'égard de la religieuse.
Le cardinal Federico Borromeo s'intéresse aux rumeurs et envoie un légat pour contrôler la situation. Les deux amants sont découverts peu avant de pouvoir réaliser leur fuite vers Milan, prévue de longue date ; Gian Paolo est condamné à mort et Virginia sera enfermée dans une cellule pour le reste de sa vie.

## Fiche technique
- Titre français : La Nonne de Monza[2]
- Titre original italien : La monaca di Monza[3]
- Réalisateur : Carmine Gallone
- Scénario : Lucia Drudi Demby (it), Carmine Gallone, Giuseppe Mangione
- Photographie : Tonino Delli Colli
- Montage : Niccolò Lazzari
- Musique : Giovanni Fusco
- Production : Carmine Gallone, Henry Lombroso
- Sociétés de production : Globe Films International, Produzione Gallone, Paris-Elysée Films
- Pays de production :  Italie -  France
- Langue originale : italien
- Format : Noir et blanc - 1,85:1 - Son mono - 35 mm
- Durée : 100 minutes
- Genre : drame historique
- Dates de sortie :
  - Italie : 10 mai 1962
  - France : 1er novembre 1963

## Distribution
- Giovanna Ralli : Virginia De Leyva
- Gabriele Ferzetti : Gian Paolo Osio (it)
- Lilla Brignone : Marianna De Leyva
- Elisa Cegani : sœur Angela
- Gino Cervi : cardinal Borromeo
- Mario Feliciani : Martino de Leyva
- Hélène Chanel : Catherine
- Fosco Giachetti : monseigneur Barca
- Emma Gramatica : abbesse âgée
- Rosy Mazzacurati : sœur Ottavia
- Giulia Rubini : sœur Benedetta
- Corrado Pani : Molteno
- Evi Maltagliati : abbesse Imbersego
- Alberto Lupo : juge
- Sandro Pistolini (it) : Lorenzo
- Lia Zoppelli : gouvernante